# Ajuma Nasenyana
Ajuma Nasenyana (* 14. Januar 1984 in Lodwar, Turkana) ist ein kenianisches Topmodel. 

## Leben
Nach ihrer Entdeckung 2003 heuerte Ford Models sie an, sie lief als Lead Model für Vivienne Westwood und lief bereits in ihrem ersten Jahr bei Modenschauen in New York, Mailand und Paris mit. Mittlerweile ist sie das Aushängeschild der Westwood-Kampagnen. Sie lief bei Victorias Secret im Jahr 2006 mit und tritt immer wieder in Fotostrecken von Juergen Teller auf. Seit 2008 ist sie bei DNA Model Management. Sie hat die fast perfekten Maße 85 - 61 - 89 und sie ist 1,78 m groß. Unter anderem moderierte sie 2009 zusammen mit Wyclef Jean die MTV Africa Music Awards.